# Coppa Italia 1976-1977
La Coppa Italia 1976-1977 fu la 30ª edizione della manifestazione calcistica. Iniziò il 29 agosto 1976 e si concluse 3 luglio 1977. Il torneo fu vinto dal Milan, al suo quarto titolo.

## Formula
I gironi del precampionato, nell'estate del 1976, videro a sorpresa l'eliminazione del Torino campione d'Italia in carica, sconfitto da un Lecce al ritorno in Serie B dopo quasi trent'anni. Furono estromesse anche le due romane, fu disastroso (quattro sconfitte su quattro incontri, di cui tre contro formazioni di cadetteria) il cammino della Sampdoria attesa da un vero e proprio annus horribilis, mentre ben tre compagini di Serie B si misero in luce: oltre ai succitati salentini, passarono il primo turno anche il Lanerossi Vicenza e la SPAL.
La seconda fase, nel maggio del 1977, vide imporsi le due milanesi, l'Inter da un lato e il Milan dall'altro. Paradossalmente, i risultati ottenuti dai rossoneri furono sorprendenti, in quanto la società veniva da un campionato molto tormentato, durante il quale dovette richiamare d'urgenza in panchina il paròn Nereo Rocco per risollevare una squadra che, a poche giornate dalla conclusione della Serie A, stazionava in zona retrocessione. Forse proprio dallo spavento per il rischio subìto, i rossoneri trovarono le forze per un pronto riscatto in coppa, surclassando i concittadini nel derby di finale giocato a San Siro, e aggiudicandosi il trofeo per la quarta volta.

## Primo turno

### Girone 1
| Squadra     | P.ti | G | V | N | P | GF | GS | DR |
| ----------- | ---- | - | - | - | - | -- | -- | -- |
| 1. Milan    | 7    | 4 | 3 | 1 | 0 | 8  | 2  | +6 |
| 2. Atalanta | 7    | 4 | 3 | 1 | 0 | 7  | 2  | +5 |
| 3. Lazio    | 4    | 4 | 2 | 0 | 2 | 8  | 7  | +1 |
| 4. Catania  | 2    | 4 | 1 | 0 | 3 | 2  | 6  | -4 |
| 5. Novara   | 0    | 4 | 0 | 0 | 4 | 2  | 10 | -8 |

| Arbitro: | Terpin (Trieste) |

|                         |           |                   |
| Tavola 21’ Bertuzzo 27’ | Marcatori | 45’ (aut.) Andena |

| Arbitro: | Gialluisi (Barletta) |

|                      |           |  |
| Bigon 32’ Morini 80’ | Marcatori |  |

| Arbitro: | Ciacci (Firenze) |

|              |           |                  |
| Giordano 32’ | Marcatori | 27’, 41’ Calloni |

| Arbitro: | Schena (Foggia) |

|  |           |             |
|  | Marcatori | 7’ Spagnolo |

| Arbitro: | Reggiani (Bologna) |

|                                            |           |                       |
| D'Amico 18’ (rig.) Badiani 35’ Cordova 80’ | Marcatori | 44’ Vriz 83’ Salvioni |

| Arbitro: | Prati (Parma) |

|                |           |           |
| Mei 72’ (aut.) | Marcatori | 56’ Fanna |

| Arbitro: | Redini (Pisa) |

|                                               |           |  |
| Bertuzzo 5’ Mongardi 73’ (rig.) Chiarenza 87’ | Marcatori |  |

| Arbitro: | Lops (Lops) |

|            |           |                                  |
| Bortot 75’ | Marcatori | 25’ Re Cecconi 33’, 80’ Giordano |

| Arbitro: | Lapi (Firenze) |

|  |           |                  |
|  | Marcatori | 13’ Mastropasqua |

| Arbitro: | Trinchieri (Reggio Emilia) |

|  |           |                                   |
|  | Marcatori | 25’ Bet 30’ (aut.) Vriz 87’ Silva |

### Girone 2
| Squadra           | P.ti | G | V | N | P | GF | GS | DR |
| ----------------- | ---- | - | - | - | - | -- | -- | -- |
| 1. Juventus       | 6    | 4 | 2 | 2 | 0 | 7  | 1  | +6 |
| 2. Genoa          | 6    | 4 | 2 | 2 | 0 | 6  | 2  | +4 |
| 3. Verona         | 4    | 4 | 2 | 0 | 2 | 3  | 6  | -3 |
| 4. Monza          | 3    | 4 | 0 | 3 | 1 | 3  | 4  | -1 |
| 5. Sambenedettese | 1    | 4 | 0 | 1 | 3 | 1  | 7  | -6 |

| Arbitro: | Lattanzi (Roma) |

|            |           |                |
| Braida 60’ | Marcatori | 28’ Boninsegna |

| Arbitro: | Trinchieri (Reggio Emilia) |

|  |           |                                  |
|  | Marcatori | 36’, 71’ (rig.) Pruzzo 76’ Rizzo |

| Arbitro: | Reggiani (Bologna) |

|            |           |  |
| Pruzzo 15’ | Marcatori |  |

| Arbitro: | Barboni (Firenze) |

|                          |           |  |
| Bettega 30’ Tardelli 76’ | Marcatori |  |

| Arbitro: | Lazzaroni (Milano) |

|                                                           |           |  |
| Boninsegna 42’ (rig.), 52’ Causio 56’ Martelli 82’ (aut.) | Marcatori |  |

| Arbitro: | Mattei (Macerata) |

|              |           |  |
| Mascetti 49’ | Marcatori |  |

| Arbitro: | Menicucci (Firenze) |

|                                    |           |                        |
| Sanseverino 22’ (rig.) Tosetto 77’ | Marcatori | 68’ (rig.), 89’ Pruzzo |

| Arbitro: | Mascia (Milano) |

|              |           |                     |
| Trevisan 41’ | Marcatori | 44’ Zigoni 65’ Moro |

| Genova 19 settembre 1976, ore 17:00 CEST 5ª giornata | Genoa           | 0 – 0 referto | Juventus | Stadio Luigi Ferraris\| Arbitro: \| Menegali (Roma) \| |
| Arbitro:                                             | Menegali (Roma) |               |          |                                                        |

| San Benedetto del Tronto 19 settembre 1976, ore 16:30 CEST 5ª giornata | Sambenedettese    | 0 – 0 referto | Monza | Stadio Fratelli Ballarin\| Arbitro: \| Parussini (Udine) \| |
| Arbitro:                                                               | Parussini (Udine) |               |       |                                                             |

### Girone 3
| Squadra       | P.ti | G | V | N | P | GF | GS | DR |
| ------------- | ---- | - | - | - | - | -- | -- | -- |
| 1. Inter      | 7    | 4 | 3 | 1 | 0 | 7  | 2  | +5 |
| 2. Fiorentina | 6    | 4 | 2 | 2 | 0 | 7  | 4  | +3 |
| 3. Palermo    | 3    | 4 | 0 | 3 | 1 | 2  | 3  | -1 |
| 4. Varese     | 3    | 4 | 1 | 1 | 2 | 3  | 7  | -4 |
| 5. Pescara    | 1    | 4 | 0 | 1 | 3 | 0  | 3  | -3 |

| Arbitro: | Barbaresco (Cormons) |

|  |           |             |
|  | Marcatori | 36’ Casarsa |

| Arbitro: | Serafino (Roma) |

|  |           |                                  |
|  | Marcatori | 30’ Bini 48’ Libera 69’ Anastasi |

| Arbitro: | Lo Bello (Siracusa) |

|                                  |           |                 |
| Casarsa 35’, 55’ (rig.) Caso 67’ | Marcatori | 80’ De Lorentis |

| Arbitro: | Terpin (Trieste) |

|                    |           |  |
| Mazzola 31’ (rig.) | Marcatori |  |

| Arbitro: | Michelotti (Parma) |

|                     |           |                               |
| Bertarelli 13’, 74’ | Marcatori | 17’ Libera 52’ (rig.) Mazzola |

| Pescara 5 settembre 1976, ore 17:00 CEST 3ª giornata | Pescara         | 0 – 0 referto | Palermo | Stadio Adriatico\| Arbitro: \| Menegali (Roma) \| |
| Arbitro:                                             | Menegali (Roma) |               |         |                                                   |

| Arbitro: | F.Panzino (Catanzaro) |

|          |           |             |
| Majo 33’ | Marcatori | 51’ Casarsa |

| Arbitro: | Colasanti (Roma) |

|                   |           |  |
| Franceschelli 90’ | Marcatori |  |

| Arbitro: | Reggiani (Bologna) |

|           |           |  |
| Libera 8’ | Marcatori |  |

| Arbitro: | Migliore (Salerno) |

|               |           |             |
| Novellini 73’ | Marcatori | 40’ Manueli |

### Girone 4
| Squadra      | P.ti | G | V | N | P | GF | GS | DR |
| ------------ | ---- | - | - | - | - | -- | -- | -- |
| 1. SPAL      | 6    | 4 | 3 | 0 | 1 | 6  | 2  | +4 |
| 2. Como      | 4    | 4 | 1 | 2 | 1 | 6  | 6  | 0  |
| 3. Cesena    | 4    | 4 | 1 | 2 | 1 | 3  | 4  | -1 |
| 4. Ternana   | 3    | 4 | 1 | 1 | 2 | 4  | 5  | -1 |
| 5. Catanzaro | 3    | 4 | 1 | 1 | 2 | 4  | 6  | -2 |

| Arbitro: | Casarin (Milano) |

|                        |           |  |
| Paina 75’ Cascella 89’ | Marcatori |  |

| Arbitro: | Lapi (Firenze) |

|             |           |                          |
| Mendoza 65’ | Marcatori | 13’ Mariani 73’ De Ponti |

| Arbitro: | Frasso (Frasso) |

|                                      |           |                            |
| Palanca 43’, 66’ (rig.) Sperotto 73’ | Marcatori | 75’ Scanziani 77’ Guidetti |

| Arbitro: | Trinchieri (Reggio Emilia) |

|  |           |                        |
|  | Marcatori | 70’ Piras 85’ Cascella |

| Arbitro: | Bergamo (Livorno) |

|             |           |             |
| Bonaldi 65’ | Marcatori | 81’ Mariani |

| Arbitro: | Tonolini (Milano) |

|              |           |  |
| Fasolato 45’ | Marcatori |  |

| Arbitro: | Pieri (Genova) |

|                    |           |                         |
| Palanca 50’ (rig.) | Marcatori | 60’ Mendoza 64’ Zanolla |

| Arbitro: | Ciulli (Roma) |

|                                 |           |           |
| Casaroli 17’ Bonaldi 72’ (rig.) | Marcatori | 53’ Paina |

| Cesena 19 settembre 1976, ore 16:00 CEST 5ª giornata | Cesena            | 0 – 0 referto | Catanzaro | Stadio La Fiorita\| Arbitro: \| Barboni (Firenze) \| |
| Arbitro:                                             | Barboni (Firenze) |               |           |                                                      |

| Arbitro: | Milan (Treviso) |

|             |           |              |
| Pezzato 39’ | Marcatori | 14’ Guidetti |

### Girone 5
| Squadra    | P.ti | G | V | N | P | GF | GS | DR |
| ---------- | ---- | - | - | - | - | -- | -- | -- |
| 1. Lecce   | 7    | 4 | 3 | 1 | 0 | 5  | 2  | +3 |
| 2. Torino  | 5    | 4 | 2 | 1 | 1 | 9  | 4  | +5 |
| 3. Foggia  | 4    | 4 | 1 | 2 | 1 | 4  | 5  | -1 |
| 4. Taranto | 2    | 4 | 0 | 2 | 2 | 2  | 5  | -3 |
| 5. Ascoli  | 2    | 4 | 0 | 2 | 2 | 1  | 5  | -4 |

| Arbitro: | F.Panzino (Catanzaro) |

|           |           |  |
| Zagano 7’ | Marcatori |  |

| Arbitro: | Bergamo (Livorno) |

|                               |           |  |
| Garritano 43’, 77’ Pulici 66’ | Marcatori |  |

| Arbitro: | Prati (Parma) |

|                   |           |              |
| Luigi Delneri 14’ | Marcatori | 42’ Lo Russo |

| Arbitro: | Menicucci (Firenze) |

|          |           |            |
| Gori 56’ | Marcatori | 52’ Pulici |

| Ascoli Piceno 5 settembre 1976, ore 17:00 CEST 3ª giornata | Ascoli                      | 0 – 0 referto | Taranto | Stadio Cino e Lillo Del Duca\| Arbitro: \| Esposito (Torre Annunziata) \| |
| Arbitro:                                                   | Esposito (Torre Annunziata) |               |         |                                                                           |

| Arbitro: | Gussoni (Tradate) |

|                         |           |           |
| Loddi 7’ Montenegro 52’ | Marcatori | 42’ Pecci |

| Ascoli Piceno 12 settembre 1976, ore 16:30 CEST 4ª giornata | Ascoli         | 0 – 0 referto | Foggia | Stadio Cino e Lillo Del Duca\| Arbitro: \| Frasso (Capua) \| |
| Arbitro:                                                    | Frasso (Capua) |               |        |                                                              |

| Arbitro: | Benedetti di Roma |

|  |           |           |
|  | Marcatori | 2’ Biondi |

| Arbitro: | Longhi (Roma) |

|                               |           |             |
| Nicoli 29’, 79’ Pirazzini 69’ | Marcatori | 34’ Bosetti |

| Arbitro: | Lazzaroni (Milano) |

|                                                          |           |            |
| Graziani 16’ Morello 46’ (aut.) Garritano 70’ Santin 90’ | Marcatori | 12’ Ghetti |

### Girone 6
| Squadra     | P.ti | G | V | N | P | GF | GS | DR |
| ----------- | ---- | - | - | - | - | -- | -- | -- |
| 1. Bologna  | 7    | 4 | 3 | 1 | 0 | 9  | 3  | +6 |
| 2. Roma     | 6    | 4 | 2 | 2 | 0 | 7  | 3  | +4 |
| 3. Rimini   | 3    | 4 | 1 | 1 | 2 | 5  | 8  | -3 |
| 4. Brescia  | 2    | 4 | 1 | 0 | 3 | 6  | 9  | -3 |
| 5. Avellino | 2    | 4 | 0 | 2 | 2 | 5  | 9  | -4 |

| Arbitro: | Benedetti (Roma) |

|                                |           |                       |
| Nanni 3’ Grop 55’ Rampanti 73’ | Marcatori | 65’ Gritti 81’ Capone |

| Arbitro: | Lazzaroni (Milano) |

|  |           |           |
|  | Marcatori | 25’ Rocca |

| Arbitro: | Lops (Torino) |

|                      |           |                                 |
| Rossi 14’ Capone 75’ | Marcatori | 9’ (rig.) Di Maio 17’ Carnevali |

| Arbitro: | Menegali (Roma) |

|  |           |                        |
|  | Marcatori | 29’ Cresci 67’ Clerici |

| Arbitro: | F.Panzino (Catanzaro) |

|              |           |                   |
| Schicchi 85’ | Marcatori | 65’ (aut.) Gritti |

| Arbitro: | Celli (Trieste) |

|                      |           |                    |
| Carnevali 1’, 7’, 9’ | Marcatori | 43’, 89’ Altobelli |

| Arbitro: | Gonella (Parma) |

|                                |           |  |
| Clerici 27’ Grop 47’ Nanni 50’ | Marcatori |  |

| Arbitro: | Lo Bello (Siracusa) |

|                                               |           |              |
| De Sisti 37’ Prati 79’ Rocca 81’ Musiello 85’ | Marcatori | 3’ Altobelli |

| Arbitro: | Artico (Padova) |

|                              |           |  |
| Tedoldi 26’, 28’, 70’ (rig.) | Marcatori |  |

| Arbitro: | Casarin (Milano) |

|                          |           |         |
| Di Bartolomei 21’ (rig.) | Marcatori | 4’ Grop |

### Girone 7
| Squadra              | P.ti | G | V | N | P | GF | GS | DR |
| -------------------- | ---- | - | - | - | - | -- | -- | -- |
| 1. Lanerossi Vicenza | 8    | 4 | 4 | 0 | 0 | 6  | 1  | +5 |
| 2. Perugia           | 5    | 4 | 2 | 1 | 1 | 5  | 2  | +3 |
| 3. Cagliari          | 4    | 4 | 1 | 2 | 1 | 4  | 4  | 0  |
| 4. Modena            | 3    | 4 | 1 | 1 | 2 | 6  | 9  | -3 |
| 5. Sampdoria         | 0    | 4 | 0 | 0 | 4 | 3  | 8  | -5 |

| Cagliari 29 agosto 1976, ore 20:45 CEST 1ª giornata | Cagliari        | 0 – 0 referto | Perugia | Stadio Sant'Elia\| Arbitro: \| Milan (Treviso) \| |
| Arbitro:                                            | Milan (Treviso) |               |         |                                                   |

| Arbitro: | Mascia (Milano) |

|  |           |          |
|  | Marcatori | 49’ Lelj |

| Arbitro: | Longhi (Roma) |

|  |           |           |
|  | Marcatori | 32’ Rossi |

| Arbitro: | Pieri (Genova) |

|                                  |           |  |
| Novellino 20’, 80’ Cinquetti 57’ | Marcatori |  |

| Arbitro: | Falasca (Chieti) |

|                     |           |               |
| Bellinazzi 35’, 73’ | Marcatori | 5’, 23’ Piras |

| Arbitro: | Barbaresco (Cormons) |

|                        |           |                     |
| Scarpa 48’ Vannini 89’ | Marcatori | 38’ (rig.) Callioni |

| Arbitro: | Schena (Foggia) |

|                                    |           |            |
| Cerilli 12’ Rossi 16’ Marangon 35’ | Marcatori | 70’ Pirola |

| Arbitro: | Andreoli (Padova) |

|              |           |                      |
| Saltutti 11’ | Marcatori | 43’ Virdis 67’ Piras |

| Arbitro: | Ciacci (Firenze) |

|                  |           |  |
| Dolci 38’ (rig.) | Marcatori |  |

| Arbitro: | Tonolini (Milano) |

|                                       |           |             |
| Bellinazzi 17’ (rig.), 83’ Pirola 44’ | Marcatori | 82’ Orlandi |

## Secondo turno
Il Napoli parte dal secondo turno come detentore della Coppa Italia.

### Girone A
| Squadra    | P.ti | G | V | N | P | GF | GS | DR  |
| ---------- | ---- | - | - | - | - | -- | -- | --- |
| 1. Milan   | 11   | 6 | 5 | 1 | 0 | 15 | 3  | +12 |
| 2. Bologna | 6    | 6 | 2 | 2 | 2 | 6  | 7  | -1  |
| 3. Napoli  | 6    | 6 | 2 | 2 | 2 | 4  | 5  | -1  |
| 4. SPAL    | 1    | 6 | 0 | 1 | 5 | 0  | 10 | -10 |

| Arbitro: | Mattei (Macerata) |

|                                         |           |  |
| Nanni 18’ Chiodi 76’ Lievore 88’ (aut.) | Marcatori |  |

| Arbitro: | Lattanzi (Roma) |

|                                     |           |                   |
| Calloni 44’ (rig.), 84’ Braglia 53’ | Marcatori | 79’ (aut.) Turone |

| Arbitro: | Lo Bello (Siracusa) |

|                                                          |           |  |
| Braglia 16’ Bigon 56’ Calloni 58’ Morini 70’ Maldera 74’ | Marcatori |  |

| Arbitro: | F.Panzino (Catanzaro) |

|  |           |              |
|  | Marcatori | 85’ Armidoro |

| Arbitro: | Mascia (Mascia) |

|  |           |                                   |
|  | Marcatori | 75’ (rig.) Paris 84’ (rig.) Nanni |

| Arbitro: | Trinchieri (Reggio Emilia) |

|              |           |                       |
| Chiarugi 48’ | Marcatori | 11’ Calloni 89’ Bigon |

| Bologna 22 giugno 1977, ore 21:15 CEST 4ª giornata | Bologna              | 0 – 0 referto | Napoli | Stadio Comunale\| Arbitro: \| Barbaresco (Cormons) \| |
| Arbitro:                                           | Barbaresco (Cormons) |               |        |                                                       |

| Arbitro: | Celli (Trieste) |

|                      |           |  |
| Bigon 6’ Braglia 32’ | Marcatori |  |

| Arbitro: | Benedetti (Roma) |

|            |           |            |
| Cresci 90’ | Marcatori | 8’ Braglia |

| Pisa 26 giugno 1977, ore 21:00 CEST 5ª giornata | Napoli          | 0 – 0 referto | SPAL | Stadio Arena Garibaldi \| Arbitro: \| Milan (Treviso) \| |
| Arbitro:                                        | Milan (Treviso) |               |      |                                                          |

| Arbitro: | G.Panzino (Catanzaro) |

|                |           |  |
| Montefusco 19’ | Marcatori |  |

| Arbitro: | Redini (Pisa) |

|  |           |                         |
|  | Marcatori | 65’ Braglia 85’ Boldini |

### Girone B
| Squadra      | P.ti | G | V | N | P | GF | GS | DR |
| ------------ | ---- | - | - | - | - | -- | -- | -- |
| 1. Inter     | 9    | 6 | 3 | 3 | 0 | 7  | 2  | +5 |
| 2. Juventus  | 6    | 6 | 2 | 2 | 2 | 8  | 7  | +1 |
| 3. Lanerossi | 5    | 6 | 2 | 1 | 3 | 9  | 11 | -2 |
| 4. Lecce     | 4    | 6 | 0 | 4 | 2 | 4  | 8  | -4 |

| Arbitro: | Menicucci (Firenze) |

|  |           |                    |
|  | Marcatori | 75’ (aut.) Gentile |

| Arbitro: | Longhi (Roma) |

|                                |           |  |
| Simonato 43’ Albanese 72’, 74’ | Marcatori |  |

| Arbitro: | Pieri (Genova) |

|                    |           |                       |
| Lorusso 46’ (aut.) | Marcatori | 39’ (rig.) Montenegro |

| Arbitro: | Menegali (Roma) |

|  |           |                                    |
|  | Marcatori | 18’ Oriali 66’ Pavone 75’ Anastasi |

| Arbitro: | Ciulli (Roma) |

|           |           |  |
| Oriali 2’ | Marcatori |  |

| Arbitro: | Patrussi (Arezzo) |

|                |           |                  |
| Montenegro 41’ | Marcatori | 20’, 47’ A.Rossi |

| Arbitro: | D'Elia (Salerno) |

|                             |           |                                            |
| Albanese 5’ Bastianello 82’ | Marcatori | 10’ Gori 15’ Francisca 25’, 29’ Boninsegna |

| Arbitro: | Michelotti (Parma) |

|           |           |             |
| Rollo 76’ | Marcatori | 66’ Mazzola |

| Arbitro: | Longhi (Roma) |

|                      |           |                  |
| Facchetti 40’ (rig.) | Marcatori | 31’ (rig.) Salvi |

| Arbitro: | Lapi (Firenze) |

|             |           |            |
| Cannito 50’ | Marcatori | 59’ Furino |

| Milano 29 giugno 1977, ore 20:30 CEST 6ª giornata | Inter          | 0 – 0 referto | Lecce | Stadio San Siro\| Arbitro: \| Tani (Livorno) \| |
| Arbitro:                                          | Tani (Livorno) |               |       |                                                 |

| Arbitro: | Lanese (Messina) |

|                               |           |              |
| Della Monica 60’ Cascella 62’ | Marcatori | 80’ Albanese |

## Finale
| Squadra 1 | Risultato | Squadra 2 |
| --------- | --------- | --------- |
| Milan     | 2 - 0     | Inter     |

| Milan | Internazionale |

| Arbitro: | Gussoni (Cremona) |

| |            | |
| Maldera 64’ Braglia 89’ | Marcatori  | |
| Enrico Albertosi Giuseppe Sabadini Aldo Maldera Giorgio Morini (12' Simone Boldini) Aldo Bet Maurizio Turone Albertino Bigon Giorgio Biasiolo Egidio Calloni Gianni Rivera Giorgio Braglia | Formazioni | Ivano Bordon Nazzareno Canuti (70' Viviano Guida) Adriano Fedele Gabriele Oriali Angiolino Gasparini Giacinto Facchetti Giuseppe Pavone Claudio Merlo (76' Maurizio Grosselli) Pietro Anastasi Sandro Mazzola Gianpiero Marini |
| Nereo Rocco | Allenatori | Giuseppe Chiappella |